# علامت (منطق)
در منطق، مخصوصا در منطق ریاضیاتی، علامت (به انگلیسی: signature)، «نمادهای غیرمنطقی» یک زبان صوری را فهرست و توصیف می کند. در جبر جهانی، کار علامت، فهرست کردن عملیات‌هایی است که یک ساختار جبری را توصیف می کند. در نظریه مدل، علامت‌ها برای هر دو منظور به کار می‌روند.
نقش علامت در ریاضیات، مشابه امضاهای نوع در زبان‌های برنامه‌نویسی است. در پرداخت‌های فلسفی‌تر به منطق، به‌ندرت پیش می‌آید که علامت را از باقی زبان صوری صراحتاً تفکیک کنند.